# Pro Bowl 2016
Match précédent Match suivant
Le Pro Bowl 2016 est le match des étoiles de football américain joué après la saison 2015 de la National Football League.
Il s'agit du 71e Pro Bowl si l'on prend en compte les cinq éditions du NFL All-Star Game disputées de 1938 à 1942.
Le nom officiel de l'événement est 2016 Pro Bowl presented by USAA à la suite du sponsoring du nom.
Il se joue à l'Aloha Stadium d'Honolulu, Hawaï le 31 janvier 2016. Les équipes se composent des meilleurs joueurs de la NFL. Ceux-ci sont choisis lors d'une draft à tout de rôle par deux membres du Pro Football Hall of Fame, Jerry Rice et Michael Irvin, lesquels composent leurs équipes sans qu'il soit tenu compte des conférences AFC ou NFC.
Andy Reid des Chiefs de Kansas City et Mike McCarthy des Packers de Green Bay avaient été sélectionnés pour coacher les deux équipes, leurs équipes NFL respectives ayant le meilleur classement des équipes éliminées lors du Divisional Round des playoffs de la saison 2015 (critère de sélection depuis le pro Bowl 2010). Le 27 janvier, Mike McCarthy annonce qu'étant malade, il ne saura occuper le poste et il désigne son assistant Winston Moss pour le remplacer.
Lors de la draft du Pro Bowl, le staff des Chiefs se voit attribuer l'équipe Rice et le staff des Packers l'équipe Irvin.
Le match est remporté sur le score de 49 à 27 par l'équipe d'Irvin.

## Effectifs

### Titulaires
| Attaque           | Attaque  | Attaque  | Attaque              |
| Rice              | Position | Position | Irvin                |
| ----------------- | -------- | -------- | -------------------- |
| Odell Beckham Jr. | WR       | WR       | Julio Jones          |
| Joe Thomas        | OT       | OT       | Andrew Whitworth     |
| Josh Sitton       | OG       | OG       | Marshal Yanda        |
| Nick Mangold      | C        | C        | Alex Mack            |
| Richie Incognito  | OG       | OG       | Zack Martin          |
| Joe Staley        | OT       | OT       | Tyron Smith          |
| Travis Kelce      | TE       | TE       | Tyler Eifert         |
| Jarvis Landry     | WR       | WR       | A. J. Green          |
| Eli Manning       | QB       | QB       | Russell Wilson       |
| Adrian Peterson   | RB       | RB       | Devonta Freeman      |
| John Kuhn         | FB       | FB       | Patrick Dimarco (en) |

| Défense         | Défense  | Défense         | Défense |
| Rice            | Position | Irvin           |         |
| --------------- | -------- | --------------- | ------- |
| Everson Griffen | DE       | Michael Bennett |         |
| Aaron Donald    | DT       | Geno Atkins     |         |
| Gerald McCoy    | DT       | Calais Campbell |         |
| Khalil Mack     | DE       | Ezekiel Ansah   |         |
| Julius Peppers  | OLB      | Sean Lee        |         |
| Bobby Wagner    | ILB      | Derrick Johnson |         |
| Tamba Hali      | OLB      | Anthony Barr    |         |
| Vontae Davis    | CB       | Richard Sherman |         |
| Jason Verrett   | CB       | Adam Jones      |         |
| Charles Woodson | FS       | Malcolm Jenkins |         |
| Eric Berry      | SS       | Reshad Jones    |         |

### Équipe Rice
L'entraîneur principal de l'équipe Rice est Andy Reid (des Chiefs de Kansas City)

### Équipe Irvin
L'entraîneur principal de l'équipe Irvin est Winston Moses (des Packers de Green Bay)

## Résumé du match et statistiques
Début du match à 19 heures locales, températures de 28 °C, ensoleillé.
| QT          | Drive       | Drive       | Drive       | Équipe      | Description de l'action | Score | Score |
| QT          | Jeux        | Yards       | TDP         | Équipe      | Description de l'action | IRVIN | RICE  |
| ----------- | ----------- | ----------- | ----------- | ----------- | ----------------------- | ----- | ----- |
| 1           |             |             |             |             |                         |       |       |
| 1           |             |             |             |             |                         |       |       |
| 1           |             |             |             |             |                         |       |       |
| 2           |             |             |             |             |                         |       |       |
| 2           |             |             |             |             |                         |       |       |
| 2           |             |             |             |             |                         |       |       |
| 2           |             |             |             |             |                         |       |       |
| 3           |             |             |             |             |                         |       |       |
| 3           |             |             |             |             |                         |       |       |
| 3           |             |             |             |             |                         |       |       |
| 4           |             |             |             |             |                         |       |       |
| 4           |             |             |             |             |                         |       |       |
| Score final | Score final | Score final | Score final | Score final | Score final             | 49    | 27    |

| Statistiques                           | IRVIN | RICE |
| -------------------------------------- | ----- | ---- |
| 1er down                               |       |      |
| 1er down à la course                   |       |      |
| 1er down à la passe                    |       |      |
| 1er down suite pénalité                |       |      |
| Conversion de 3e down                  |       |      |
| Conversion de 4e down                  |       |      |
| Jeux–yards                             |       |      |
| Yards à la course                      |       |      |
| Yards à la passe                       |       |      |
| Passes : Réussies-Tentées-Interceptées |       |      |
| Réussite en zone rouge/chances         |       |      |
| TD                                     |       |      |
| Field Goals                            |       |      |
| Sacks (Nombre-Yards)                   |       |      |
| Fumbles (Nombre/Perdus)                |       |      |
| Pénalités (Nombre/Yards perdus)        |       |      |
| Temps de possession                    |       |      |

| Quaterbacks         |
| IRVIN               |
| IRVIN               |
| IRVIN               |
| RICE                |
| RICE                |
| RICE                |
| Meilleurs coureurs  |
| IRVIN               |
| RICE                |
| Meilleurs receveurs |
| IRVIN               |
| RICE                |
| Meilleurs tacleurs  |
| IRVIN               |
| RICE                |

| Système | Nom             | Équipe                   | Poste |
| Attaque | Russell Wilson  | IRVIN (Seattle Seahawks) | QB    |
| Défense | Michael Bennett | IRVIN (Seattle Seahawks) | DE    |